# Roquelaure-Saint-Aubin
 Roquelaure-Saint-Aubin  es una población y comuna francesa, ubicada en la región de Mediodía-Pirineos, departamento de Gers, en el distrito de Auch y cantón de Cologne.

## Demografía
| 67 | 47 | 44 | 58 | 54 | 60 |
| Para los censos de 1962 a 1999 la población legal corresponde a la población sin duplicidades (Fuente: INSEE [Consultar]) |    |    |    |    |    |